# Тартеньєн
Тартеньєн (фр. Tartegnin) — громада  в Швейцарії в кантоні Во, округ Ньйон.

## Географія
Громада розташована на відстані близько 105 км на південний захід від Берна, 26 км на захід від Лозанни.
Тартеньєн має площу 1,1 км², з яких на 6,4% дозволяється будівництво (житлове та будівництво доріг), 54,1% використовуються в сільськогосподарських цілях, 38,5% зайнято лісами, 0,9% не є продуктивними (річки, льодовики або гори).

## Демографія
2019 року в громаді мешкало 230 осіб (+3,6% порівняно з 2010 роком), іноземців було 25,7%. Густота населення становила 211 осіб/км².
За віковим діапазоном населення розподілялося таким чином: 27% — особи молодші 20 років, 57% — особи у віці 20—64 років, 16,1% — особи у віці 65 років та старші. Було 96 помешкань (у середньому 2,4 особи в помешканні).
Із загальної кількості 104 працюючих 44 було зайнятих в первинному секторі, 4 — в обробній промисловості, 56 — в галузі послуг.